# Да ли си чула песму уморних славуја
Да ли си чула песму уморних славуја је поп и рок албум југословенске и српске музичке групе Алиса. Објављен је 1987. године под окриљем ПГП РТБ-а, на винилу и аудио касети. На албуму се налази девет песама.

## Песме
| Бр. | Назив песме                           | Трајање |
| --- | ------------------------------------- | ------- |
| 1.  | 1389 (Неће Фата сина Бајазита)        | 05:03   |
| 2.  | Братац мој                            | 03:25   |
| 3.  | Да ли си чула песму уморних славуја   | 05:08   |
| 4.  | Долазе (Велики патуљци и мали џинови) | 04:02   |
| 5.  | У Краљеву                             | 05:20   |
| 6.  | После девет година                    | 03:50   |
| 7.  | Нисам пријатељ анђела                 | 04:48   |
| 8.  | Празна песма                          | 02:55   |
| 9.  | Војсковођа                            | 03:51   |